# 삼현비각
삼현비각은 대한민국 전라남도 완도군 보길면 백도리에 있다. 2005년 1월 4일 완도군의 향토문화유산 제12호로 지정되었다.